# Адамовка (Донецкая область)
Ада́мовка (укр. Адамівка) — село в Святогорской городской общине Краматорского района Донецкой области Украины.

## Общие сведения
Население по переписи 2001 года составляет 221 человек. Почтовый индекс — 84130. Телефонный код — 6262.

## История
Село впервые упоминается в XVIII веке. Название походит от фамилии помещика, который владел этим селом

## Экономика
Рыбхоз Донрыбокомбината

## Святитель Иоанн Шанхайский
В селе возводится храм во имя святителя Иоанна Шанхайского и Сан-Францисского, на месте дома семьи Максимовичей, в котором родился святитель. При храме планируется организация скита Святогорской лавры.

## Местная власть
84130, Донецкая область, Краматорский район, г. Святогорск, ул. Владимира Сосюры, 8.